# Andereggs Weißadereule
Andereggs Weißadereule (Mythimna anderreggii, Syn.: Leucania lineata) ist ein Schmetterling (Nachtfalter) aus der Familie der Eulenfalter (Noctuidae).

## Beschreibung

### Falter
Die Flügelspannweite der Falter beträgt 27 bis 34 Millimeter. Bei der Nominatform Mythimna anderreggii anderreggii variiert die Farbe der Vorderflügeloberseite von hellbraun bis zu dunkel graubraun. Einzelne Bereiche im Saumfeld sind bei einigen Exemplaren aufgehellt. Die Flügeladern sind weiß, besonders kräftig die Cu-Ader. Deutlich hebt sich eine schwarze Wurzelstrieme hervor, die oftmals bis in die Nähe des Außenrandes reicht und von den weißen Adern geschnitten wird. Als sehr kleiner schwarzer Punkt ist zuweilen die Nierenmakel zu erkennen. An der Saumlinie befindet sich meist eine Reihe kleiner schwarzer Pfeilflecke. Die Hinterflügel sind zeichnungslos und von dunkelbrauner Farbe. Die Adern heben sich nicht vom Untergrund ab, gelegentlich ist jedoch ein schwarzer Costalfleck vorhanden. Die im Balkangebirge vorkommende ssp. Mythimna anderreggii pseudocomma zeigt ein dunkleres Erscheinungsbild und die weißen Adern treten weniger deutlich hervor.

### Raupe
Ausgewachsene Raupen haben eine lichte graugelbe Farbe, eine helle, dunkel eingefasste Rückenlinie, dunkle, nach unten hell begrenzte Nebenrückenlinien  und graubraune Seitenstreifen mit einer undeutlichen, helleren Mittellinie. Die Stigmen sind schwarz.

### Puppe
Am Kremaster der hell rotbraunen Puppe befinden sich drei Paar Borsten.

### Ähnliche Arten
Da die etwas kleinere und hellere Schwesterart Mythimna sassanidica im Südkaukasus, der Türkei und im Iran vorkommt, gibt es keine geographische Überlappung mit Mythimna anderreggii.

## Verbreitung und Lebensraum
Andereggs Weißadereule kommt in den Gebirgen Europas (Alpen, Apennin, Abruzzen, Pyrenäen und Balkangebirge) vor. Außerdem wurde sie im Nordkaukasus, im Hissargebirge, im Pamirgebirge und im Tian-Shan-Gebirge nachgewiesen. Die Art lebt hauptsächlich in kühlen und feuchten Berg- und Gebirgslandschaften. In den Alpen wurde sie bis in Höhen von 2500 Metern gefunden.

## Lebensweise
Die Falter bilden eine Generation pro Jahr, die je nach Höhenlage von Mai bis Oktober anzutreffen sind. Sie fliegen künstliche Lichtquellen an. Als Nahrungspflanzen der Raupen werden Gräser, beispielsweise Gewöhnliches Knäuelgras (Dactylis glomerata) genannt. Die Art überwintert als Puppe.

## Gefährdung
Andereggs Weißadereule kommt in Deutschland lokal in Bayern vor. Sie wird auf der Roten Liste gefährdeter Arten als „Art mit geographischer Restriktion“ geführt.

## Taxonomie
Mit hoher Wahrscheinlichkeit sollte das Art-Epitheton den Schweizer Wolfgang Anderegg ehren. Dabei ist in der Originalbeschreibung jedoch offensichtlich ein Schreib- bzw. Druckfehler geschehen und die Art wurde als anderreggii (mit zwei „rr“) dokumentiert. In einigen Literaturangaben wird die vermutlich gemeinte Schreibweise andereggii (mit einem „r“) verwendet. Da ein Druck- bzw. Schreibfehler jedoch nicht zweifelsfrei nachzuweisen ist, ist nach den Nomenklaturregeln der ursprünglich verfasste Name anderreggii zu verwenden. In der Literatur ist auch das Synonym Leucania lineata zu finden.